# Distrito electoral federal 14 de la Ciudad de México
El XIV Distrito Electoral Federal de Ciudad de México es uno de los 300 distritos electorales en los que se encuentra dividido el territorio de México y uno de los 24 en los que se divide Ciudad de México. Su cabecera es la alcaldía Tlalpan.
Desde el proceso de distritación de 2017 llevado a cabo por el Instituto Nacional Electoral está formado por el sector noroccidental de la alcaldía Tlalpan. Abarca la zona cercana a TV Azteca, a Six Flags México y Perisur desde la colonia Jardines de la Montaña hasta límites con San Nicolás Totolapan aparte de abarcar el norte de Padierna.

## Distritaciones anteriores
El XIV Distrito de Ciudad de México (entonces Distrito Federal) apareció en 1863 para la conformación de la III Legislatura del Congreso de la Unión, con Nicolás Pizarro Suárez como primer diputado federal por este distrito. Fue suprimido para el final de esa legislatura, restablecido entre 1922 y 1930, y restituido en 1952. Desde la XLII Legislatura, el XIV Distrito ha electo diputados de forma continua.

### Distritación 1978 - 1996
Para la distritación de 1978, el XV Distrito se ocupó parte de los territorios de las delegaciones Venustiano Carranza e Iztacalco.

### Distritación 1996 - 2005
De 1996 a 2005 el XIV Distrito Electoral del Distrito Federal estuvo formado por el tercio más occidental del territorio de la Delegación Iztacalco.

### Distritación 2005 - 2017
Desde la distritación de 2005 está formado por todo el territorio de la Delegación Tlalpan (hoy alcaldía), a excepción del extremo norte, que constituye el V Distrito, por lo que es uno de los pocos distritos con población rural de la Ciudad de México.

## Diputados por el distrito
| Diputado                                                       | Grupo parlamentario | Legislatura | Periodo     |
| -------------------------------------------------------------- | ------------------- | ----------- | ----------- |
| Nicolás Pizarro Suárez                                         | Liberal             | III         | 1863 - 1865 |
| El XIV distrito es suprimido en 1865. Es restablecido en 1922. |                     |             |             |
| Romeo Ortega                                                   |                     | XXX         | 1922 - 1924 |
| Rafael Ponce de León                                           |                     | XXXI        | 1924 - 1926 |
| Arturo de Saracho Valenzuela                                   |                     | XXXII       | 1926 - 1928 |
| Aurelio Manrique Jr.                                           | PO                  | XXXIII      | 1928 - 1930 |
| El XIV distrito es suprimido en 1930. Es restablecido en 1952. |                     |             |             |
| Juventino Aguilar Moreno                                       |                     | XLII        | 1952 - 1955 |
| Ramón Castilleja Zárate                                        |                     | XLIII       | 1955 - 1958 |
| Rafael Buitrón Maldonado                                       |                     | XLIV        | 1958 - 1961 |
| Rómulo Sánchez Mireles                                         |                     | XLV         | 1961 - 1964 |
| Manuel Contreras Carrillo                                      |                     | XLVI        | 1964 - 1967 |
| Alberto Briceño Ruiz                                           |                     | XLVII       | 1967 - 1970 |
| Luis Velázquez Jaacks                                          |                     | XLVIII      | 1970 - 1973 |
| Onofre Hernández Rivera                                        |                     | XLIX        | 1973 - 1976 |
| Jorge Mendicutti Negrete                                       |                     | L           | 1976 - 1979 |
| Eduardo Rosas González                                         |                     | LI          | 1979 - 1982 |
| Álvaro Brito Alonso                                            |                     | LII         | 1982 - 1985 |
| Lorenzo Silva Ruiz                                             |                     | LIII        | 1985 - 1988 |
| Eleazar Cervantes Medina                                       |                     | LIV         | 1988 - 1991 |
| José Guadalupe Rodríguez Rivera                                |                     | LV          | 1991 - 1994 |
| José Castelazo                                                 |                     | LVI         | 1994 - 1997 |
| Gilberto López y Rivas                                         |                     | LVII        | 1997 - 2000 |
| José Benjamín Muciño Pérez                                     |                     | LVIII       | 2000 - 2003 |
| Daniel Ordóñez Hernández                                       |                     | LIX         | 2003 - 2006 |
| Higinio Chávez García                                          |                     | LX          | 2006 - 2009 |
| Héctor Hugo Hernández Rodríguez                                |                     | LXI         | 2009 - 2012 |
| Martha Lucía Mícher Camarena                                   |                     | LXII        | 2012 - 2015 |
| Carlos Hernández Mirón                                         |                     | LXIII       | 2015 - 2018 |
| Alfonso Ramírez Cuéllar                                        |                     | LXIV        | 2018 - 2020 |
| Javier Uriel Aguirre Valenciana                                | 2020 - 2021         | LXIV        |             |
| Rocío Banquells                                                |                     | LXV         | 2021 - 2022 |
| Rocío Banquells                                                | 2022 - 2024         | LXV         |             |
| Carlos Hernández Mirón                                         |                     | LXVI        | 2024 -      |

## Resultados electorales

### 2009
|  | 13.59 % |

|  | 12.84 % |

|  | 32.17 % |

|  | 10.61 % |

|  | 13.89 % |

|  | 3.33 % |

|  | 2.06 % |

|  | 0.37 % |

|  | 11.15 % |

|  | 100.00 % |